# 高峰讓吉
高峰讓吉（日语：／ Takamine Jōkichi；1854年12月22日—1922年7月22日），日本科學家，是「腎上腺素」的發現者。

## 生平
高峰讓吉的父親是加賀郡（今石川縣）的郡醫，母親出身自造酒廠家庭。幼年時常到外公家玩，對酒的釀造一直有著極大興趣。在大學時主修應用化學，畢業後到英國格拉斯哥大學留學。回國後，任職於農業商務部，在研究日本酒的釀造方法時，因鑽研利用小麥的麥慷來製造麯子的方法而獲得特別專利。1890年受聘至美國的釀造廠並運用此特別方法來改良威士忌酒的釀造。而在此改良研究過程中，他又發現了可以分解多醣類的酵素，即「澱粉酶」的新製造法。
1894年他利用此新製造法，成功地利用「澱粉酶」製造出強力的消化藥劑「高峰澱粉酶」。此一消化藥劑在美國發售後極受歡迎，幾乎成為家庭的必備藥。
當時，雖然早就知道從動物腎上腺絞榨出的汁液，含有提升血壓、強化心臟功能等對人體有益的成份，但世界上卻無人可以成功析取出此種有益的成份。
1900年，原本在東京衛生試驗所研究的上中启三專程前往美國協助高峰讓吉。他們利用牛的腎上腺素進行減壓蒸餾，在分解出各種不同的成分後，終於成功地析取出荷爾蒙最初步的結晶精粹，並將此精粹命名為「腎上腺素」。
此「腎上腺素」是世界上最早被發現的荷爾蒙：它不僅有提高血糖的作用，還具備抗衡胰島素以調節血糖量的功能。此外，「腎上腺素」因具備升高血壓強化心臟及擴張氣管的功能，可以利用來製造強心劑、止血劑、及氣喘的鎮靜劑。
除了以上研究之外，高峰讓吉對於理化學研究所的設立也不遺餘力。高峰讓吉亦曾發起及策畫，並由東京市長尾崎行雄促成捐贈3000株櫻花樹給美國，這些櫻花樹種植於華盛頓哥倫比亞特區波多馬克河畔。

## 年表
- 1872年：到達東京，進入工業部工學院宿舍。
- 1873年：進人工學院就讀。
- 1879年：畢業於工部大学校（東京大學工學部的前身）應用化學系。
- 1880年：赴英國格拉斯哥大學留學。歸國後，進人農商務省任職，並著手進行日本紙製造及清酒釀造方面的改良。
- 1884年：出席紐奧良的萬國工業博覽會。
- 1886年：設立東京人造肥料公司。
- 1890年：獲得高峰麯子改良法的特別專利。
- 1894年：抽取「高峰澱粉酶」成功並做為強力消化藥劑上市發售。
- 1900年：研究「腎上腺素」的結晶化成功。
- 1912年：獲得學士院獎。
- 1913年：獲任命為帝国学士院会員

## 延伸阅读
- Final Report of the Louisiana Purchase Exposition Commission: Japan's participation 的存檔，存档日期2016-03-29.
- Shurtleff, William; Aoyagi, Akiko. . Soyinfo Center. 2012  [2022-07-29]. ISBN 978-1-928914-46-4. （原始内容存档于2023-05-28） （英语）.